# Comateen I
Pistes de Paradize
Dark Un singe en hiver
Comateen I est une chanson du groupe de rock Indochine, sorti le 12 mars 2002. La chanson a connu une suite : Comateen II.